# Fuentes Calientes
Fuentes Calientes is een gemeente in de Spaanse provincie Teruel in de regio Aragón met een oppervlakte van 25,01 km². Fuentes Calientes telt 105 inwoners (1 januari 2016).

## Demografische ontwikkeling
Bron: INE, 1857-2011: volkstellingen